# 三審制
三審制（さんしんせい）とは、裁判において確定までに上訴することができる裁判所が2階層あって、裁判の当事者が希望する場合、合計3回までの審理を受けることができる制度をいう。
国民の基本的人権の保持を目的とする裁判所で、慎重・公正な判断をすることが目的である。慎重な審理との関係で三審制の3段階という階層は必然的なものではないが、三審制を採用している国が多い。一部の案件や軍法会議などの例外もある。

## 日本における三審制
日本の裁判所においては、通常の事件では三審制が採用されている。第一審の判決に不服で第二審の裁判を求めることを控訴、第二審の判決に不服で第三審の裁判を求めることを上告という。
しかし、上告できる理由は著しく限定されており、必ずしも同じ議論を三度繰り返すことができるわけではない。実務的には、法律に定める上告理由に該当するとして最高裁判所に上告を行うことになるが、そもそも定員わずか15名の最高裁判所裁判官が膨大な数の上告事件を全て審理することは不可能であり、最高裁判所はごく一部の例外を除いて上告のほとんどを「上告理由にあたらない」として棄却してしまうため、日本の司法は事実上は二審制に等しいと批判されている。
ちなみに法律では、第一審の判決において裁判を構成するのに重大な錯誤がある場合には、第一審を行った原裁判所に再審を求めることができ、再審において却下や棄却がなされた場合には上級審に即時抗告することができると定められている。しかし、日本の裁判所が実際に再審請求を受理することは極めて稀であり、日本の再審制度は俗に「開かずの扉」と表現されている。
日本国憲法第76条では、最高裁判所に加えて下級裁判所の存在を規定していることから、少なくとも二階層の審級制をとることが求められていると解釈されるが、三審制そのものを憲法上で保障しているわけではなく、一部には高等裁判所を第一審とする二審制、地方裁判所を第一審とする二審制、および知的財産高等裁判所や東京高等裁判所を第一審とする管轄が限定された二審制も存在する。また、簡易裁判所を第一審とした場合の四審制の案件も存在する。

## 一審制となっている例
裁判官が裁量権の全権を持っている場合
裁判所の決定に対して抗告ができる手続は、当事者に申立権が認められている手続に限られる。すなわち、裁判所の職権発動に委ねられている手続であって、当事者は職権発動を促すことができるが申立権がないとされている手続（弁論の分離・併合（民訴法152条）、弁論の再開（民訴法153条）など）に関する決定に対しては、当事者は抗告ができない。
証拠調べの必要性がないとしてした文書提出命令申立棄却決定の場合
裁判所は、たとえ文書提出義務（民事訴訟法第220条）のある証拠に関する申立てであっても、証拠調べの必要性がないことを理由として申立てを棄却することができる。さらに最高裁判所は2000年、証拠調べの必要性がないことを理由としてした棄却決定に対する抗告を認めないことを判例の傍論として示した。これ以降は判例のみを見ても、「証拠調べの必要性がない」として抗告を認めなかった事例は複数存在する。